# Strongylo (Alonnisos)
Strongylo (grekiska: Στρογγυλό) är en mindre, obebodd ö i Grekland. Den ligger strax väster om den större ön Skantzoura i kommunen Alonnisos, ögruppen Sporaderna och regionen Thessalien, i den östra delen av landet, 130 km norr om huvudstaden Aten.